# 7776 Takeishi
7776 Takeishi è un asteroide della fascia principale. Scoperto nel 1993, presenta un'orbita caratterizzata da un semiasse maggiore pari a 2,2579062 UA e da un'eccentricità di 0,1576698, inclinata di 9,49001° rispetto all'eclittica.